# Dendryphantes legibilis
Dendryphantes legibilis là một loài nhện trong họ Salticidae.
Loài này thuộc chi Dendryphantes. Dendryphantes legibilis được Hercule Nicolet miêu tả năm 1849.